# Kasper Hämäläinen
Kasper Woldemar Hämäläinen (wym. [ˈkɑsper ˈhæmælæi̯nen]; ur. 8 sierpnia 1986 w Turku) – fiński piłkarz występujący na pozycji pomocnika lub napastnika w fińskim klubie Turun Palloseura oraz w reprezentacji Finlandii.

## Kariera klubowa
Hämäläinen zawodową karierę rozpoczynał w 2003 w Turun Palloseura. W Veikkausliidze zadebiutował 28 września tego roku w wygranym 3:0 spotkaniu z FC Jokerit. 7 maja 2004 w zremisowanym 2:2 meczu z HJK Helsinki, strzelił pierwszego gola w trakcie występów w fińskiej Ekstraklasie. W 2007 oraz w 2009 zajmował z zespołem 3. miejsce w tabeli. W TPS Hämäläinen spędził w sumie siedem sezonów. W tym czasie rozegrał 97 ligowych spotkań i zdobył 9 goli.

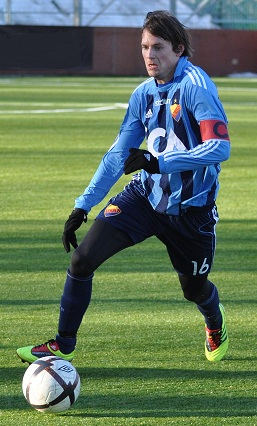
Hämäläinen w barwach Djurgårdens

W 2010 podpisał kontrakt ze szwedzkim Djurgårdens IF. W Allsvenskan pierwszy mecz zaliczył 14 marca tego roku przeciwko BK Häcken. 26 kwietnia 2010 w przegranym 1:2 pojedynku z Malmö FF, Fin strzelił pierwszą bramkę w trakcie gry w najwyższej klasie rozgrywkowej w Szwecji.
30 stycznia 2013 został zawodnikiem Lecha Poznań, z którym podpisał trzyletni kontrakt. W nowym klubie zadebiutował 24 lutego 2013, strzelając bramkę i zaliczając asystę. W sezonie 2014/2015 zdobył z Lechem mistrzostwo Polski, zaś 10 lipca 2015 pokonując w finale 3:1 Legię Warszawa zdobył z klubem Superpuchar Polski. W ekipie „Kolejorza” wystąpił łącznie w 131 spotkaniach, w których strzelił 36 bramek.
11 stycznia 2016 został zawodnikiem Legii Warszawa, do której dołączył po wygaśnięciu umowy z Lechem Poznań. Hämäläinen podpisał ze stołecznym klubem 3,5-letni kontrakt. Już w pierwszym sezonie gry przy Łazienkowskiej, zdobył z Legią krajowy dublet – mistrzostwo i Puchar Polski. 16 lutego 2018, w spotkaniu ze Śląskiem Wrocław wygranym 4:1, zdobył pierwszego w swojej karierze hat-tricka.
25 listopada 2018 w meczu Ekstraklasy z Zagłębiem Lubin zaliczył 100. oficjalny występ w barwach warszawskiego zespołu. W tym okresie zdobył 21 bramek. 
28 maja 2019 oficjalna strona klubu "Legia.com" poinformowała o odejściu Fina z Legii Warszawa. 

## Kariera reprezentacyjna
W reprezentacji Finlandii zadebiutował 19 listopada 2008 w przegranym 0:1 towarzyskim meczu ze Szwajcarią.

## Sukcesy

### Lech Poznań
- Mistrzostwo Polski: 2014/2015
- Superpuchar Polski: 2015

### Legia Warszawa
- Mistrzostwo Polski: 2015/2016, 2016/2017, 2017/2018
- Puchar Polski: 2015/2016, 2017/2018

## Życie prywatne
W czerwcu 2014 poślubił Karen, z którą ma syna (ur. 2015). Jego ojciec Heikki (ur. 1953) także był sportowcem, uprawiał lekkoatletykę, był biegaczem średniodystansowym.